# گل‌نوش
گل‌نوش (نام علمی: Florisuga) نام یک سرده از زیرخانواده مگس‌مرغیان است.
گونه‌ها:
- گل‌نوش گردن‌سفید (Florisuga mellivora)
- گل‌نوش سیاه (Florisuga fusca)